# Halloweenkrabbe
Die Halloweenkrabbe (Gecarcinus ruricola) gehört zu den Landkrabben, die sich hauptsächlich in der Vegetation in der Nähe von Stränden aufhalten. Die Nähe zum Meer ist für die Fortpflanzung entscheidend. Die Halloweenkrabbe ist in der Karibik beheimatet, wird aber wegen ihrer auffälligen Färbung häufig auch in Aquaterrarien gehalten.

## Merkmale
Die Halloweenkrabben haben ihren Namen der seltsamen Färbung zu verdanken. Ihr Carapax ist an der Oberseite dunkelbraun bis schwarz gefärbt, aber in der Nähe der Augen mit zwei leuchtend orangefarbenen Augenflecken versehen. Diese Flecken könnten in der Natur der Abschreckung dienen. Dazu kommt ein länglicher, orangefarbener Fleck zwischen den Augen. Die rundlich-ovale, konvexe Form ihres Panzers, die für die Gecariniden charakteristisch ist, erinnert mit ihren oberseitigen Furchen an einen Kürbis. All diese Merkmale zusammen ergeben für jemanden, der unvermittelt auf die Krabbe trifft, das Bild eines kleinen Halloween-Kürbis.
Die Beine und der untere bis mittlere Körperbereich der Halloweenkrabbe sind orange bis rot gefärbt. An den Scheren bzw. den Spitzen der Scheren geht die Färbung in Weiß über.

## Verbreitung
Gecarcinus ruricola (Linnaeus, 1758) kommt vor allem in der südlichen Karibik von den Kleinen Antillen bis Nicaragua, nicht jedoch im Golf von Mexiko vor. Einzelne Populationen sind weiter nördlich in Florida, im nördlichen Kuba und auf den Bahamas beheimatet.
Sie tritt fast ausschließlich in bewaldeten Habitaten auf. Im Gegensatz zu den meisten anderen Landkrabben gräbt sie keine tiefen Wohnhöhlen, sondern sucht tagsüber Schutz in Spalten, Erdhöhlen und anderen zum Rückzug geeigneten Strukturen mit geringer Notwendigkeit zu graben.
In ihrem Verbreitungsgebiet ist diese Landkrabbe recht häufig und wird auch von den Bewohnern der Küstengebiete gerne gegessen.
Gecarcinus ruricola meidet aber exponierte Flächen wie menschliche Siedlungen oder für die Landwirtschaft genutzte Gebiete. Die anwachsende Bevölkerung in der Karibik hat zu einer Verringerung der für diese Landkrabbe geeigneten Lebensräume geführt, so dass ihre Populationen rückläufig sind.